# Maldiverna i olympiska sommarspelen 2016
Maldiverna deltog med fyra deltagare vid de olympiska sommarspelen 2016 i Rio de Janeiro. Ingen av landets deltagare erövrade någon medalj.

## Friidrott
Förkortningar
- Notera– Placeringar avser endast det specifika heatet.
- Q = Tog sig vidare till nästa omgång
- q = Tog sig vidare till nästa omgång som den snabbaste förloraren eller, i fältgrenarna, genom placering utan att nå kvalgränsen
- NR = Nationellt rekord
- N/A = Omgången fanns inte i grenen
- Bye = Idrottaren behövde inte tävla i omgången

Bana och väg
| Hassan Saaid | Herrarnas 100 meter | 10,43    | 1 Q | 10,47 | 8    | Gick inte vidare | Gick inte vidare | Gick inte vidare | Gick inte vidare |
| Afa Ismail   | Damernas 200 meter  | 24,96 NR | 8   | i.u.  | i.u. | Gick inte vidare | Gick inte vidare | Gick inte vidare | Gick inte vidare |